# Victoria Jilinskayte
Victoria Yuryevna Jilinskayte (em russo: Виктория Юрьевна Жилинскайте) (Uray, 6 de março de 1989) é uma handebolista profissional russa, campeã olímpica.

## Carreira
Victoria Jilinskayte fez parte do elenco medalha de ouro na Rio 2016.